# Marînopil, Nikopol
Marînopil (în ucraineană Маринопіль) este un sat în comuna Pavlopillea din raionul Nikopol, regiunea Dnipropetrovsk, Ucraina.

## Demografie
Componența lingvistică a localității Marînopil
     Ucraineană (96,95%)
     Rusă (3,05%)
Conform recensământului din 2001, majoritatea populației localității Marînopil era vorbitoare de ucraineană (96,95%), existând în minoritate și vorbitori de rusă (3,05%).